# ادنا سنت وینسنت میلی
ادنا سنت وینسنت میلی (انگلیسی: Edna St. Vincent Millay; ۲۲ فوریهٔ ۱۸۹۲ – ۱۹ اکتبر ۱۹۵۰) نمایش‌نامه‌نویس، شاعر و نویسنده اهل ایالات متحده آمریکا بود.

## زندگی
وی اهل ایالت مین بود و به سال ۱۸۹۲ زاده شد و در سال ۱۹۵۰ در ۵۸ سالگی درگذشت.

## کتابشناسی

### مجموعه اشعار
- رنسانس: و اشعار دیگر (۱۹۱۷)
- انجیری از خار بوته‌ها (۱۹۲۰)
- ترانهٔ چنگ باف (۱۹۲۲)
- دومین آوریل (۱۹۲۵)
- مجموعه غزلیات
- مجموعهٔ اشعار
- گوزن نر در برف

### نمایش‌نامه‌ها
- چراغ و زنگ (۱۹۲۱)
- دو زن شلخته و پادشاه (۱۹۲۱)
- شاهزاده خانم با نوکر ازدواج می‌نماید (۱۹۳۲)